# 서울재즈페스티벌
서울재즈페스티벌(Seoul Jazz Festival)은 대한민국의 재즈 페스티벌이다.

## 연혁
- 제1회 2007년 5월 31일 ~ 6월 3일 세종문화회관 대극장
- 제2회 2008년 5월 21일 ~ 24일 세종문화회관 대극장
- 제3회 2009년 5월 14일 ~ 17일 세종문화회관 대극장
- 제4회 2010년 5월 11일 ~ 12일 세종문화회관 대극장 / 5월 14일 ~ 15일 올림픽공원 올림픽홀
- 제5회 2011년 5월 9일 ~ 12일 세종문화회관 대극장
- 제6회 2012년 5월 19일 ~ 20일 올림픽공원 88잔디마당, 수변무대, 한얼광장
- 제7회 2013년 5월 17일 ~ 18일 올림픽공원 88잔디마당, 체조경기장, 수변무대, 한얼광장
- 제8회 2014년 5월 16일 ~ 18일 올림픽공원 88잔디마당, 체조경기장, 수변무대
- 제9회 2015년 5월 23일 ~ 25일 올림픽공원 88잔디마당, 체조경기장, 핸드볼경기장, 수변무대

## 출연진

### 2007년
- 디멘션 & J-FUSION 올스타즈(DIMENSION & J-FUSION ALL STARS)
- 랜디 크로포드 & 조샘플(The Crawfords` Joe Sample & Randy Crawford)
- 팻 메시니 트리오(Pat Metheny Trio)

### 2008년
- 김광민, 이현우, 박정현, 웅산, 프렐류드, 크루세이더스, 크리스 보티, 인코그니토, 누벨바그

### 2009년
- 스웰 시즌, 마들렌느 페이루, 바우터르 하멀, 타워 오브 파워, 커먼그라운드, 오마르소사, 인코그니토

### 2010년
- 정재형, 바우터르 하멀 with 스윗소로우, 에릭 베네, 매트 비앙코, 디사운드, 세르지우 멘지스, 푸디토리움, 정성하

### 2011년
- 박칼린, 팻 메시니 & 프렌즈(게리 버튼, 스티브 스왈로우, 안토니오 산체스), 카산드라 윌슨, 게이코 리

### 2012년
- 어스 윈드 앤드 파이어, 조지 벤슨, 알 디 메올라, 에릭 베네이, 브라이언 블레이드, 원 소울 펠로우십, 레디시, 리쌍 with 정인, 이병우, 소노다 밴드, 조규찬 with 임주연, 가을방학, 박주원, 더 버드 & 고찬용, 고상지 & 최고은, 번아웃하우스, 이이언 (못), 소울 트레인, 원펀치, 나희경, 방준석, 백현진, 정재일, 애프터눈(박정환 from 재주소년), 박종훈, 박근쌀롱

### 2013년
- 램지 루이스 일렉트릭 밴드 with 필립 베일리, 데미안 라이스, 미카, 로이 하그로브 퀸텟, 킹스 오브 컨비니언스, 파로브 스텔라 밴드, 로드리고 이 가브리엘라, 바우터르 하멀, 로베르타 감바리니, 정성조 빅밴드 with 써니 킴, 히로미 더 트리오 프로젝트, 테잎 파이브, 막시밀리언 헤커, 제프 베넷, 정원영, 최백호 & 박주원, 푸디토리움 (김정범) & 장윤주, 스윗 소로우, 킹스턴 루디스카, 조윤성 미니심포니오케스트라, 라 벤타나 & 10cm, 고상지 & 최고은, 데이비드 최 & 클라라 씨, 소란, 몽구스, 원펀치

### 2014년
- 데미안 라이스, 제이미 컬럼, 조슈아 레드맨 쿼텟, 잭 디조네트 트리오, 제럴드 앨브라이트, 에디 팔미에리 라틴 재즈 밴드, 파올로 누티니, 크렉 데이비드, 바우터 하멜, 얼랜드 오여, 닐스 페터 몰배르, 손드르 레르케, 어반자카파, 정엽&박주원, 장기하와 얼굴들(장얼쌀롱), 송영주 쿼텟, 빈지노, 정준일, 윤한, 비 더 보이스, 불나방스타쏘세지클럽, 윤석철 트리오, 이동우, 선우정아, 프롬, 살롱 드 오수경, 에릭남

### 2015년
- 칙 코리아 & 허비 행콕, 세르지우 멘지스, 아르투로 산도발, 미카, 베이스먼트 잭스, 그레고리 포터, 존 스코필드 우버잼, 로버트 글래스퍼 익스페리먼트, 베벨 질베르토, 카디건스, 타미아, 재나노바 라이브 (피처링 폴 랜돌프), 배드 플로스, 카로 에메랄드, 호세 제임스, 에픽 하이, 아울 시티, 제프 버넷, 바우터르 하멀, 언니네 이발관, 하동균, 페퍼톤스, 장기하와 얼굴들, 십센치, 데이브레이크, 빈지노(재지팩트), 니키 야노프스키, 고마쓰 료타와 친구들 (피처링 이적), 어어부 프로젝트, 막시밀리안 헤커, 박주원, 재즈파크 빅밴드, 빈티지 트러블, 더티 룹스, 에이치 젯트리오, 고상지, 한승석 & 정재일, 재주소년, 선우정아, 킹스턴 루디스카, 커먼 그라운드, 스탠딩 에그, 옥상달빛, 윤한, 제이레빗, 최고은, 술탄 오브 더 디스코, 주윤하 & 재즈 페인터스, 윤덕원, 쏜애플, 로이킴, 어쿠스틱 콜라보, 로큰롤 라디오, 혁오, 구본암 밴드, 송인섭 트리오, 트램폴린, 지소울, 김사월 X 김해원, 타니모션